# Elena Salgado
Elena Salgado Méndez (Ourense, 12 mei 1949) is een Spaans econoom, politica en afgevaardigde in het congres voor de socialistische partij, gekozen in het district Cantabrië. In 2011 was ze tevens tweede vicepresidente, en minister van Economie en Financiën in de regering van Zapatero. 

## Loopbaan

### Opleiding en bedrijfsleven
Salgado is industrieel ingenieur, afgestudeerd aan de Universidad Politécnica de Madrid met als specialisatie energie. Ook heeft ze een graad in de economie behaald aan de Complutense Universiteit van Madrid. Daarnaast is ze raadsvrouw geweest in verschillende grote Spaanse bedrijven, waaronder RENFE, Telefónica en Abertis, zowel voor aanvang van haar politieke loopbaan, als tijdens de onderbreking daarvan gedurende de twee regeringsperiodes van José María Aznar.

### Politieke carrière
Vanaf 1982 heeft Salgado verschillende functies vervuld in de regeringen van Felipe González, waaronder het reorganiseren van het ministerie van Defensie in 1984, als algemeen directeur van publieke personeelskosten en de publieke pensioenkas en algemeen directeur van de stichting die verantwoordelijk is voor het Teatro Real. 
In de beide regeringen van Zapatero heeft ze verschillende ministersposten vervuld. Ze was minister van Volksgezondheid van 2004 tot 2007 en minister van Publieke Overheden van 2007 tot 2009. Als minister van Volksgezondheid heeft ze in 2006 een omstreden tabakswet doorgevoerd, die de verkoop en de consumptie van tabak aan strenge banden legde. Deze wet moest na enkele weken versoepeld worden omdat hij in de praktijk niet te handhaven bleek. In hetzelfde jaar stelt ze zich kandidaat als directeur-generaal van de WHO, waar ze in de laatste ronde buiten de boot valt. 
Sinds 2009 is ze minister van Economie en Financiën, en tweede vicepresidente in de tweede regering van Zapatero. In die hoedanigheid is ze verantwoordelijk voor het doorvoeren van het Plan E, het pakket van maatregelen ter bestrijding van de economische crises die het land hard treffen tijdens Zapatero's tweede termijn, legislatuur IX. Het plan voorziet in investeringen van in totaal 55 miljard euro ter stimulering van de Spaanse economie.
Op 12 juli 2011 is ze Alfredo Rubalcaba opgevolgd als eerste vicepresidente voor de laatste maanden van de IXe legislatuur. 

## Overig
Elena Salgado heeft een dochter. Voor haar werk is ze onderscheiden met het grootkruis van verdienste in de militaire orde (voor de reorganisatie van het departement van Defensie) en het grootkruis van verdienste in de civiele orde. 